# Pedro David Rosendo Marques
Pedro David Rosendo Marques (sinh ngày 25 tháng 4 năm 1998) là một cầu thủ bóng đá người Bồ Đào Nha thi đấu cho Sporting B, ở vị trí tiền đạo.

## Sự nghiệp bóng đá
Vào ngày 14 tháng 8 năm 2016, Marques có màn ra mắt cho Sporting B trong trận đấu tại LigaPro 2016–17 trước Sporting Covilhã.